# Parafia św. Józefa Oblubieńca Najświętszej Maryi Panny w Warnicach
Parafia pw. św. Józefa Oblubieńca Najświętszej Maryi Panny w Warnicach – parafia rzymskokatolicka, należąca do dekanatu Mieszkowice, archidiecezji szczecińsko-kamieńskiej, metropolii szczecińsko-kamieńskiej.

## Historia parafii
Parafia erygowana 6 grudnia 1963 r. W 1979 r. w Białęgach oddano do użytku dawną kaplicę cmentarną. W 1998 r. gruntowny remont XIX-wiecznego prospektu organowego w kościele filialnym w Piasecznie. W kolejnych latach budowa nowej zakrystii, położenie posadzki, wyposażenie kościoła w Piasecznie w nowe ławki wykonane przez salezjanów w Szczecinie, założenie nowych halogenów oświetleniowych, malowanie wnętrza i konserwacja blachy na dachu kościoła. W kościele parafialnym w Warnicach wykonano remont dachu, malowanie wnętrza i elewacji, zainstalowano nagłośnienie.

## Miejsca święte

### Kościół parafialny
Zbudowany został w 1 poł. XIV w. jako świątynia bezwieżowa, halowa wzniesiona z ciosów granitowych. Przebudowany w 1858 r., kiedy to dostawiono ceglaną apsydę, kruchtę, zachodnią ścianę szczytową, a przy niej wieżę na planie czworoboku u podstawy, zakończoną 8-bocznym członem przykrytym ostrosłupowym hełmem.
Wyposażenie stanowi ołtarz polichromowany z 1604 r. w formie tryptyku, sceny Ukrzyżowania z pocz. XVIII w. w części środkowej, kopia obrazu "Grosz czynszowy" Tycjana, na odwrocie skrzydeł cztery obrazy z XVI w. Ponadto w kościele znajduje się empora organowa, a nad kruchtą empora kolatorska, dwa świeczniki wiszące z 1858 r., a na wieży dzwon wykonany w Szczecinie w 1781 r. przez J.H. Scheelsa. Poświęcenie kościoła jako świątyni rzymskokatolickiej nastąpiło 19 marca 1946 r.

### Kościoły filialne i kaplice
- Kościół pw. Najświętszego Serca Pana Jezusa w Chełmie Dolnym[3][1]
- Kościół pw. Wniebowzięcia Najświętszej Maryi Panny w Piasecznie[3][1]
- Kaplica pw. Najświętszej Maryi Panny Wspomożenia Wiernych w Białęgach[3]

## Duszpasterze

### Proboszczowie
- ks. F. Żołnowski SDB,
- ks. F. Słoma SDB,
- ks. F. Cieplik SDB,
- ks. S. Salomonowicz SDB (1968-?),
- ks. S. Wilkosz SDB,
- ks. A. Orłowicz SDB,
- ks. M. Kłoda SDB,
- ks. M. Chojnacki SDB,
- ks. S. Politowicz SDB,
- ks. K. Machnikowski SDB,
- ks. S. Trus SDB
- ks. Marek Bogusław Eliasz (01.07.1998 – VIII.2008)[4]
- ks. Marek Wesołowski (VIII.2008-XI.2022)
- ks. Piotr Brotoń (XI.2022-obecnie)

## Działalność parafialna

### Wspólnoty parafialne
- Żywy Różaniec,
- ministranci,
- Rada gospodarcza,
- 2 schole